# Proteinoplast

Verschiedene Plastide

Ein Proteinoplast (von altgriechisch πρωτεῖος proteios, deutsch ‚grundlegend‘ und altgriechisch πλαστός plastós, deutsch ‚geformt‘) ist ein farbloser Plastid (Leukoplast) der sich zur Speicherung von Proteinen und Enzymen aus einem Proplastid differenziert hat.

## Weblink
Robert Wise: The Diversity of Plastid Form and Function. Springer, 2007, Kap. 1 (springerlink.com [PDF]). (englisch)